# Bolkiah hauseri
Bolkiah hauseri är en kvalsterart som beskrevs av Sandór Mahunka 1997. Bolkiah hauseri ingår i släktet Bolkiah och familjen Haplozetidae. Inga underarter finns listade.